# سورايا غارسيا
سورايا غارسيا (بالإسبانية: Soraya García) مواليد 21 مارس 1978 في ليون، هي لاعبة كرة يد إسبانية. مثلت منتخب إسبانيا لكرة اليد للسيدات. شاركت في دورة الألعاب الأولمبية الصيفية سنة 2004.

## روابط خارجية
- سورايا غارسيا على موقع الاتحاد الأوروبي لكرة اليد (الإنجليزية)
- سورايا غارسيا على موقع أوليمبيديا (الإنجليزية)